# Eric McCormack
Eric James McCormack (ur. 18 kwietnia 1963 w Toronto) – kanadyjsko-amerykański aktor telewizyjny i filmowy  pochodzenia szkockiego, laureat nagrody Emmy.

## Życiorys

### Wczesne lata
Urodził się w Toronto, w prowincji Ontario jako syn Doris Bernice (z domu Luttrell) i Jamesa Garnetta „Keitha” McCormacka, pracownika spółki finansowej analizy olejów Shell Oil Company. Dorastał w Calgary. Uczęszczał do Stephen Leacock Collegiate Institute High School i Sir John A. Macdonald Collegiate Institute w Scarborough, w prowincji Ontario. W 1982 ukończył studia na wydziale teatralnym Ryerson Polytechnical University School of Theatre w Toronto i uczył się aktorstwa w Banff School of Fine Arts przy Uniwersytecie Alberty w Banff, w prowincji Alberta.

### Kariera
W 1985 występował na Stratford Shakespeare Festival w Ontario. Debiutował na szklanym ekranie w telefilmie Chłopaki z Syracuse (The Boys from Syracuse, 1986) jako praktykant krawca.
W 1990 roku przeniósł się do Hollywood, gdzie rozpoczął międzynarodową karierę. Po raz pierwszy pojawił się na kinowym ekranie w niezależnym filmie przygodowym sci-fi Zaginiony świat (The Lost World, 1992) u boku Johna Rhysa-Daviesa i sequelu Powrót do zaginionego świata (Return to the Lost World, 1992). Zabłysnął rolą pułkownika Francisa Claya Mosby’ego w miniserialu-westernie Na południe od Brazos (Lonesome Dove: The Series, 1994-95) i Na południe od Brazos: Lata bezprawia (Lonesome Dove: The Outlaw Years, 1995).
Sławę zawdzięcza telewizyjnej kreacji homoseksualnego prawnika Willa Trumana w sitcomie NBC Will & Grace (1998–2006), za którą w 2001 roku odebrał nagrodę Emmy.
W 2001 roku zastąpił Craiga Bierko i wystąpił na scenie Broadwayu jako profesor Harold Hill w sztuce Muzyk (The Music Man), a w 2006 roku trafił na scenę off-Broadwayu w przedstawieniu Some Girl(s) z Fran Drescher.

## Życie prywatne
3 sierpnia 1997 poślubił Janet Leigh Holden. Mają syna Finnigana Holdena (ur. 1 lipca 2002 r.).

## Filmografia

### filmy fabularne
- 1986: Chłopaki z Syracuse (The Boys from Syracuse, TV) jako praktykant krawca
- 1992: Zaginiony świat (The Lost World) jako Edward Malone
- 1992: Powrót do zaginionego świata (Return to the Lost World) jako Edward Malone
- 1993: Czary-mary (Double, Double, Toil and Trouble, TV) jako Don Farmer
- 1998: Cudotwórca (Holy Man) jako Scott Hawkes
- 2000: Historia Audrey Hepburn (TV) jako Mel Ferrer
- 2010: Kim jest Clark Rockefeller? (TV) jako Clark Rockefeller
- 2012: W zamknięciu (Barricade) jako Terrance Shade

### seriale TV
- 1993: Cobra jako Blake Devaroe
- 1996: Nieśmiertelny jako Matthew McCormick
- 1996: Diagnoza morderstwo jako Boyd Merrick
- 1997: Sekrety Weroniki jako Griffin
- 1998: Ally McBeal jako Kevin Kepler
- 1998–2006: Will & Grace jako Will Truman
- 2004: Trup jak ja jako Ray Summers
- 2006: Randka z o.o. jako Roman
- 2008: Detektyw Monk jako James Novak
- 2009: Hell’s Kitchen – gość
- 2009: Prawo i porządek: sekcja specjalna jako Vance Shepard
- 2009–2010: Nowe przygody starej Christine jako Max Kershaw
- 2010–2013: Pound Puppies: Psia paczka jako Lucky (głos)
- 2012: Amerykański tata jako Swinger
- 2012-2015: Pułapki umysłu jako dr Daniel Pierce
- 2013: Robot Chicken jako Various
- 2015: Tajemnice Laury jako Andrew Devlin, M.D.
- 2017-: Will & Grace jako Will Truman